# 吉田松陰 (テレビドラマ)
『吉田松陰』（よしだしょういん）は、関西テレビ制作、フジテレビ系列で1969年10月5日から1970年3月29日まで毎週日曜 21:30 - 22:15の『白雪劇場』（小西酒造一社提供）で放送されたテレビドラマ（時代劇）。
日曜日のゴールデンタイムでの放送にもかかわらず、1970年3月1日にはビデオリサーチ調べで1.8%という非常に低い視聴率を記録した。

## スタッフ
- 原作：山岡荘八
- 脚本：生田直親
- 演出、プロデューサー：栢原幹

## キャスト
- 吉田松陰：川崎公明（現・加川明）→小林芳宏→高橋幸治
- 杉百合之助（松陰の父）：佐藤慶
- 杉滝子（松陰の母）：馬淵晴子
- 佐久間象山：小池朝雄
- 久坂玄瑞：夏八木勲
- 桂小五郎：村井国夫
- 毛利敬親：金内吉男
- 周布政之助：渡辺文雄
- 長井雅楽：高橋昌也
- 金子重輔：黒木進
- 前原一誠：田畑猛雄
- 福川犀之助：御木本伸介
- 玉木文之進：青木義朗
- 近藤洋介
- 山本陽子
- 高橋長英